# Canada Masters 2004
Il Canada Masters 2004 (conosciuto anche come Rogers AT&T Cup per motivi di sponsorizzazione) 
è stato un torneo di tennis giocato sul cemento. 
È stata la 114ª edizione del Canada Masters, che fa parte della categoria ATP Masters Series nell'ambito dell'ATP Tour 2004, e della categoria Tier I nell'ambito del WTA Tour 2004.
Il torneo maschile si è giocato al Rexall Centre di Toronto in Canada, dal 26 luglio al 1º agosto 2004, quello femminile all'Uniprix Stadium di Montréal in Canada, dal 2 all'8 agosto 2004.

## Campioni

### Singolare maschile
Roger Federer ha battuto in finale  Andy Roddick con il punteggio di 7–5, 6–3.

### Singolare femminile
Amélie Mauresmo ha battuto in finale  Elena Lichovceva con il punteggio di 6–1, 6–0.

### Doppio maschile
Mahesh Bhupathi /  Leander Paes hanno battuto in finale  Jonas Björkman /  Maks Mirny con il punteggio di 6–4, 6–2.

### Doppio femminile
Shinobu Asagoe /  Ai Sugiyama hanno battuto in finale  Liezel Huber /  Tamarine Tanasugarn con il punteggio di 6–0, 6–3.